# Vanair
Vanair — колишня регіональна авіакомпанія Вануату зі штаб-квартирою в столиці країни Порт-Віла, яка виконувала внутрішні пасажирські авіаперевезення по 29 аеропортів на 18 островах Вануату і повністю перебувала в державній власності.

## Історія
Авіакомпанія Air Melanesiae була заснована в 1965 році шляхом злиття двох незалежних перевізників: британської New Hebridies Airways (утвореної в 1963 році) і французької Société Néo-Hébridaise de Transports Aériens, яка працювала з 1964 року під торговою маркою Hebridair. Перша авіакомпанія експлуатувала літаки de Havilland Australia DHA-3 Drover, друга — один лайнер Dornier Do 28, що розбився в 1966 році.
На початку 1970-х років компанія перейшла під управління флагманської авіакомпанії Австралії Qantas, а в листопаді 1989 року була викуплена урядом Вануату і перейменована в Vanair.
У 2004 році Vanair була об'єднана з національною авіакомпанією країни Air Vanuatu, яка так само перебувала у повній власності держави.

## Флот
На момент злиття з Air Vanuatu повітряний флот авіакомпанії Vanair становили такі літаки:
- 4 × de Havilland Canada DHC-6 Twin Otter Series 300

### у 1981 році
- 4 × Britten-Norman Islander[9]
- 1 × Britten-Norman Trislander

### в 1971 році
- 5 × Britten-Norman Islander
- 1 × de Havilland Australia DHA-3 Drover

## Авіаподії і нещасні випадки
- 30 січня 1990 року. Лайнер Britten-Norman Trislander розбився при виконанні регулярного рейсу. Подробиці авіакатастрофи невідомі.
- 25 липня 1991 року. Літак Britten-Norman Islander врізався в гірський масив поблизу Аеропорту Олпой. Загинули всі дев'ять чоловік, що знаходилися на борту.
- 8 травня 1999 року. Літак de Havilland Canada DHC-6 Twin Otter з дванадцятьма пасажирами на борту впав у море поблизу Міжнародного аеропорту Бауерфілд. Лайнер заходив на посадку в умовах сильного дощу. Загинуло сім осіб[10].